# Antigua Sinagoga (Érfurt)

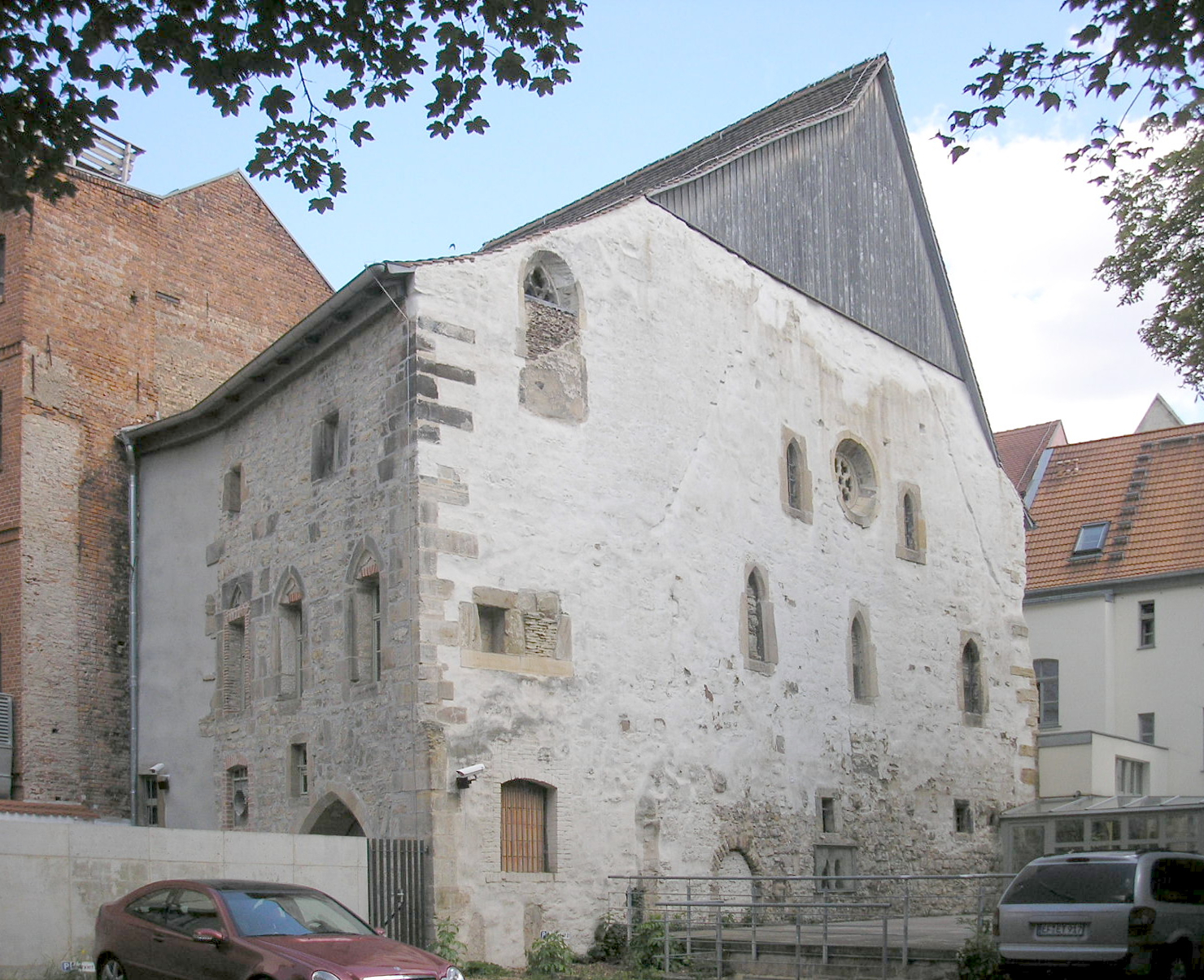
Antigua Sinagoga, Érfurt.

La Antigua Sinagoga de Érfurt (alemán:Alte Synagoge, Erfurt), en el centro de Alemania, es una de las sinagogas medievales mejor conservadas de Europa. Las partes más antiguas fueron construidas a finales del siglo XI. La mayoría de las partes del edificio son de alrededor de 1250 a 1320. En 2015 fue nominado como Patrimonio de la Humanidad.
Ha sido un museo de la historia judía local desde 2009. El tesoro de Érfurt se mantiene allí. Se trata de una colección de monedas medievales, joyas y piezas de metal encontrado en 1998. El museo también tiene copias de los manuscritos hebreos de Érfurt. Esta es una colección de raros manuscritos religiosos que pertenecieron a la comunidad judía de Érfurt en la Edad Media.

## Historia y Preservación

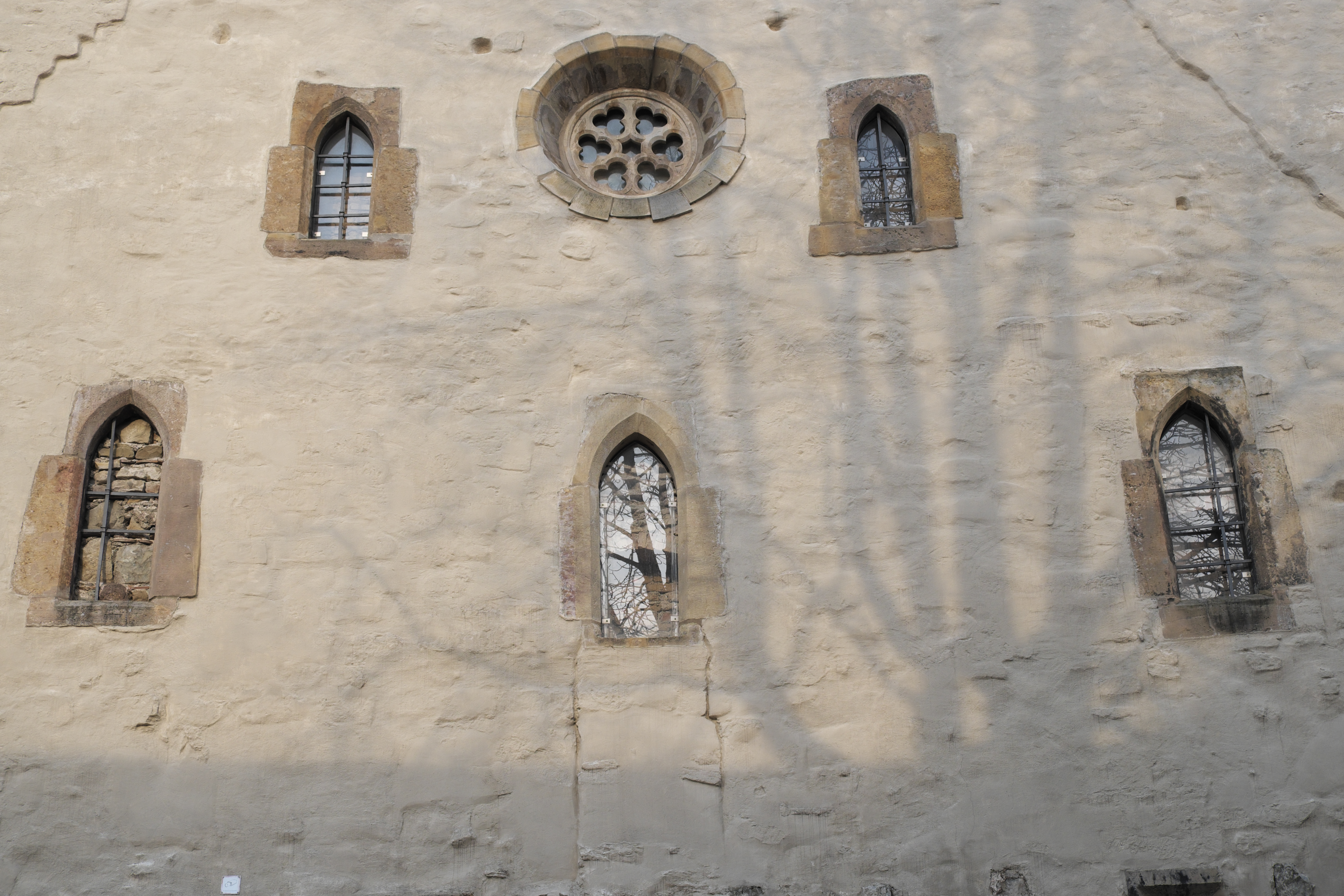
Ventanas en la fachada occidental, c.1270

Las partes más antiguas del edificio datan de 1094. Alrededor de 1270 se construyó una sinagoga más grande que incluía partes del antiguo edificio. La pared occidental del edificio, con seis ventanas, data de este tiempo.
En 1349 la población judía fue culpada de la enfermedad de la Peste Negra por la que estaba habiendo muchas muertes en la ciudad. Los judíos fueron asesinados y obligados a abandonar la ciudad en un pogrom, conocido como la Masacre de Érfurt. La sinagoga fue dañada y el Ayuntamiento de Érfurt tomó el control del edificio. Más tarde lo vendieron a un hombre de negocios local. Lo usó como un almacén e hizo cambios en el interior, incluyendo la construcción de una bodega. Durante los siguientes 500 años, el edificio fue utilizado para el almacenamiento.
Desde el siglo XIX, el edificio fue utilizado como un salón de baile, un restaurante e incluso una bolera. Estos cambios significaron que la vieja sinagoga fue olvidada por todos. Su historia no fue reconocida, lo que ayudó a protegerla durante el período nazi.
A finales de la década de 1980 hubo un renovado interés por el edificio antiguo. El historiador arquitectónico Elmar Altwasser comenzó a investigarlo en 1992. El Ayuntamiento de Érfurt compró la propiedad en 1998 y la investigó y conservó. Todas las etapas del pasado del edificio se conservaron, no sólo su uso como sinagoga.
En 2007 un raro y bien conservado baño ritual judío, un Mikve, fue descubierto por los arqueólogos no lejos de la sinagoga antigua. Fue construido alrededor de 1250.
En 2015 la Antigua Sinagoga y Mikve, y una casa de piedra en el centro de la ciudad medieval de Érfurt también construida alrededor de 1250 que había pertenecido a los judíos, fueron nominados como Patrimonio de la Humanidad. Se los ha incluido provisionalmente, pero aún no se ha tomado una decisión definitiva.

## Museo
La Antigua Sinagoga fue abierta como museo el 27 de octubre de 2009.
El museo alberga permanentemente el Tesoro de Erfurt, una colección de monedas, joyas y piezas de metal que se cree que pertenecieron a los judíos que los ocultaron en el momento de la masacre de Erfurt en 1349. Las piezas fueron encontradas en 1998 en la pared de una casa en un barrio judío medieval de Erfurt.
El museo también muestra copias de los manuscritos hebreos de Erfurt. Se trata de una colección de manuscritos medievales escritos de los siglos XII al XIV. Entraron en posesión del Ayuntamiento de Erfurt después de la masacre de Erfurt en 1349. Fueron guardados en la biblioteca en el monasterio de St. Augustine en Erfurt de mediados del siglo XVII. En 1880 fueron vendidos a la biblioteca real en Berlín, que ahora es la Biblioteca Estatal de Berlín. Aquí es donde se guardan los manuscritos originales.

### Érfurt Tosefta
Uno de los manuscritos de Érfurt es el Tosefta, que data del siglo XII. El Tosefta es una colección de antiguas leyes judías orales recolectadas por los estudiosos de alrededor de 0 AD a 200 AD. Las copias de Tosefta no se hicieron muy a menudo. Érfurt Tosefta es el más antiguo de los tres manuscritos conocidos de Tosefta. Fue escrito en el siglo XII. Los otros dos manuscritos de Tosefta son el Tosefta de Viena, realizado a finales del siglo XIII, en poder de la Biblioteca Nacional de Austria y de la Tosefta de Londres, realizada en el siglo XV por la Biblioteca Británica.
Moses Samuel Zuckermandel fue la primera persona en señalar la importancia de la Tosefta de Érfurt, en un estudio publicado en 1876.